# اچ‌ام‌اس ئی۳۴
اچ‌ام‌اس ئی۳۴ (به انگلیسی: HMS E34) یک زیردریایی بود که طول آن ۱۸۱ فوت (۵۵ متر) بود. این زیردریایی در سال ۱۹۱۷ ساخته شد.